# لويس كامبوس (لاعب كرة قدم)
لويس كامبوس (بالبرتغالية: Luis Campos) هو وكيل رياضي ومدرب كرة قدم ولاعب كرة قدم برتغالي، ولد في 6 سبتمبر 1964 في إسبوسيندي في البرتغال.

## وصلات خارجية
- لويس كامبوس (لاعب كرة قدم) على موقع قاعدة بيانات كرة القدم.إي يو (الإنجليزية)
- لويس كامبوس (لاعب كرة قدم) على موقع عالم كرة القدم.نت (الإنجليزية)